# Wählervereinigung Leipzig
Die Wählervereinigung Leipzig (Kurzbezeichnung: WVL, satzungsgemäße Langform: WVL – Wählervereinigung Leipzig (FREIE WÄHLER) e. V.) ist eine zugehörigkeitsfreie Wählergruppe im Stadtrat der kreisfreien sächsischen Stadt Leipzig. Die WVL ist nicht Teil der Freien Wähler Sachsen, steht ihnen aber nahe und nahm im Jahr 2018 die Bezeichnung Freie Wähler in den Vereinsnamen auf. Die Gruppierung ist seit 2004 durchgängig im Leipziger Stadtrat vertreten. Gegründet wurde die Vereinigung am 27. September 1999 als „Wählervereinigung Volkssolidarität – Bürgerallianz“.

## Stadtratswahlen
| Jahr | Ergebnis | Ergebnis | Sitze |
| Jahr | absolut  | in %     | Sitze |
| ---- | -------- | -------- | ----- |
| 2004 | 11.337   | 2,6 %    | 1/70  |
| 2009 | 14.600   | 2,9 %    | 1/70  |
| 2014 | 08.747   | 1,7 %    | 1/70  |
| 2019 | 20.369   | 2,5 %    | 1/70  |
| 2024 | 10.100   | 1,1 %    | 1/70  |

## Belege
1. 1 2  Historie. In: Wählervereinigung Leipzig (Freie Wähler) e.V. Abgerufen am 14. Juli 2024 (deutsch).
2. ↑  Referat Kommunikation und Öffentlichkeitsarbeit: Wahlergebnisse - Wahlen - sachsen.de. Abgerufen am 14. Juli 2024.
3. ↑  Referat Kommunikation und Öffentlichkeitsarbeit: Wahlergebnisse - Wahlen - sachsen.de. Abgerufen am 14. Juli 2024.
4. ↑  Referat Kommunikation und Öffentlichkeitsarbeit: Wahlergebnisse - Wahlen - sachsen.de. Abgerufen am 14. Juli 2024.